# Apeadeiro de Casal do Rei
O Apeadeiro de Casal do Rei, igualmente conhecido como Canas de Santa Maria - Casal do Rei, e originalmente denominado de Cannas, foi uma gare da Linha do Dão, que servia as localidades de Casal do Rei e Canas de Santa Maria, no Município de Tondela, em Portugal.

## História

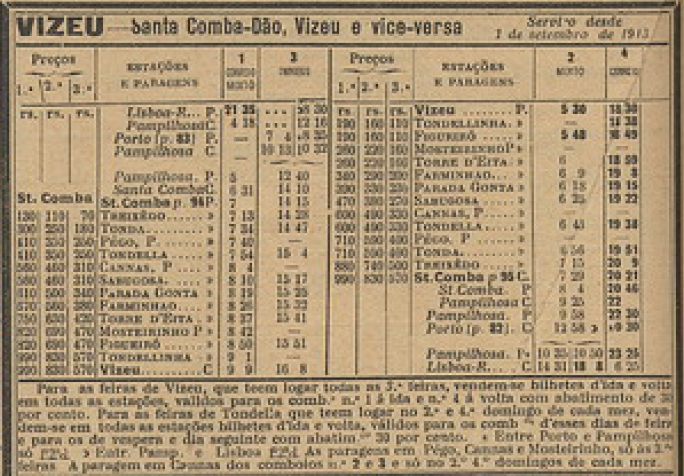
Horário de 1913, onde esta gare aparece com a categoria de paragem, e o nome de Cannas

A Linha do Dão foi inaugurada em 24 de Novembro de 1890, e foi aberta à exploração no dia seguinte, pela Companhia Nacional de Caminhos de Ferro.
Em 1934, a Companhia Nacional construiu uma gare e um alpendre para os passageiros neste apeadeiro.

Em 1 de Janeiro de 1947, a Companhia Nacional foi integrada na Companhia dos Caminhos de Ferro Portugueses. A Linha do Dão foi encerrada em 1990 e transformada na Ecopista do Dão em 2007-2011.[carece de fontes?]